# يوساب الأبح
يوساب الأبح اسمه قبل الرهبنة هو يوسف (1735 – 1826)، وهو أسقف ولاهوتي وقديس.

## النشأة
ولد يوسف في قرية النخيلة بمحافظة أسيوط، مصر.

## حياته وخدمته
انجذب إلى الحياة الرهبانية ودخل دير القديس أنطونيوس في سن 25 سنة 1760. واتخذ اسم يوسف الأنطوني وعاش حياة الزهد والعبادة. كان مغرمًا بالقراءة، حيث كان حريصًا جدًا على دراسة المخطوطات. تم رسامته لاحقًا قسا، ثم أسقفًا.
في عام 1790، عينه البابا يوأنس الثامن عشر، بطريرك الإسكندرية، الطالب رقم 108.
في عام 1791، عُيِّن أسقفًا على جرجا وأخميم بأسم الأنبا يوسف.
كان مهتمًا بالتعليم عن الحياة الروحية والوعظ وكتابة المقالات التربوية مثل كتاب سلاح المؤمن وكتاب السلم.
خلال بابوية يوأنس الثامن عشر، حاول البابا بيوس السادس بابا روما جذب الكنائس الشرقية إلى الكاثوليكية الرومانية. وهكذا نشر أعمال مجمع خلقيدونية ووزعها في كل بلاد المشرق. كما أرسل مبعوثًا إلى البابا يوأنس الثامن عشر، طالبًا منه الاتحاد مع الكنيسة الرومانية الكاثوليكية. وبصفته عالِمًا ولاهوتي مشهور، طُلب من الأنبا يوساب الأبح الرد على الرسالة ودحض ادعاءاتها والدفاع عن موقف الكنيسة القبطية الأرثوذكسية غير الخلقيدوني.

## من أشهر كتبه
- كتاب سلاح المؤمن [4]
- كتاب الدرج